# Trybun ludowy

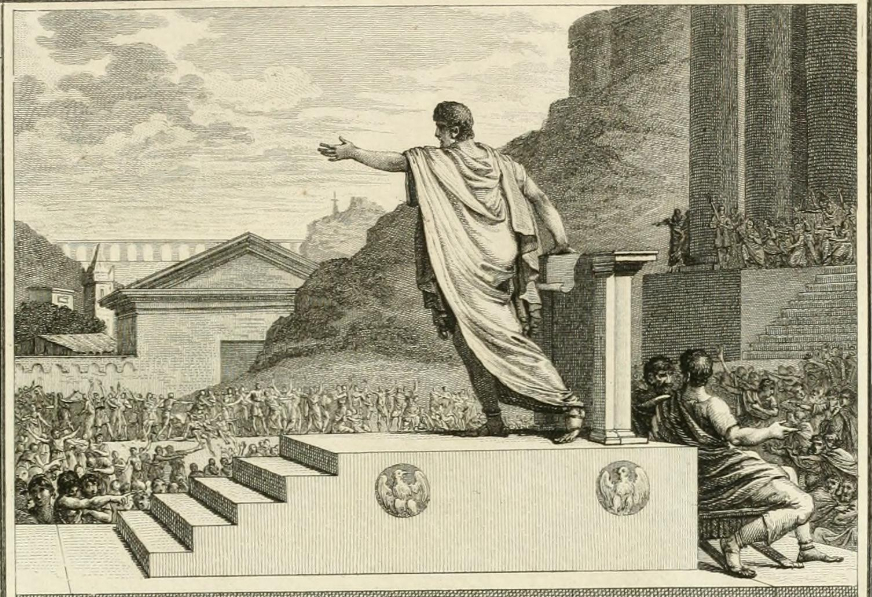
Trybun ludowy Gajusz Grakchus przewodniczy zgromadzeniu plebejuszy, grawiura Silvestre Davida Mirysa (1742–1810).

Trybun ludowy (także plebejski, łac. tribunus plebis lub plebi, l.mn. tribuni plebis) – urząd w republice rzymskiej utworzony w 494 roku p.n.e., którego podstawowym zadaniem była ochrona interesów obywateli, a zwłaszcza plebejuszy przed arbitrażem patrycjuszy w senacie i samowolą urzędników. Początkowo na roczną kadencję wybierano dwóch lub czterech trybunów (po jednym dla każdej z czterech tribus urbanae), po ok. 457 roku p.n.e. ich liczba wzrosła do dziesięciu.
W okresie republikańskim kompetencje trybunów ludowych pozwalały im na trzymanie w szachu senatu i urzędników. Trybun ludowy miał prawo przewodniczyć Zgromadzeniu Plebejuszy, zwoływać posiedzenia senatu, zgłaszać projekty praw i wstawiać się za plebejuszami w procesach karnych i cywilnych. W praktyce posiadał również prawo weta wobec działań senatorów i konsulów. Stworzenie takiego urzędu zaledwie w około półtorej dekady po wprowadzeniu w Rzymie ustroju republikańskiego, było jedną z pierwszych modyfikacji greckiego wzorca politycznego wprowadzonego w Rzymie. Pozwoliło także niewielkiemu jeszcze wtedy miastu na Półwyspie Apenińskim przetrwać olbrzymie napięcia społeczne, jakie pojawiają się w każdym społeczeństwie kastowym.
Początkowo plebejusze wybierali dwóch trybunów, z czasem ich liczba zwiększyła się do dziesięciu. Wszyscy posiadali status sacrosancti (świętych i nietykalnych, dosł. przenajświętszych), co w praktyce dawało im pełny immunitet, a podniesienie na nich ręki miało być karane nie tylko śmiercią na ziemi, ale także potępieniem przez bogów. Miejscem urzędowania trybunów były tzw. ławy trybunalskie na Forum Romanum. Władza trybunów ograniczona była tylko do terenów miejskich Rzymu, czyli nie mogli oni przeciwstawiać się urzędnikom poza obrębem miasta. W początkach cesarstwa urząd stracił na znaczeniu, a większość jego prerogatyw (tribunicia potestas) przekazano cesarzom.
Pod wieloma względami instytucja trybuna ludowego przypominała dzisiejszy urząd rzecznika praw obywatelskich lub rzecznika interesu publicznego, z którymi to instytucjami zresztą często bywa porównywana. Niektórzy autorzy uznają wręcz instytucję trybuna ludowego za bezpośrednią poprzedniczkę dzisiejszego ombudsmana.

## Historia

### Przyczyny powołania urzędu
Choć około 510 roku p.n.e. w Rzymie obalono monarchię, większość urzędów pozostała w rękach patrycjuszy, czyli nielicznej warstwy możnych. To z nich wywodzili się konsule, senatorowie czy urzędnicy niższego szczebla. Tymczasem społeczeństwo rzymskie składało się w przeważającej większości z plebsu, czyli warstw niższych. Wśród plebejuszy znaleźć można było zarówno osiedleńców z innych krain, miejską biedotę, ale też bogaczy, których od patrycjatu odróżniało jedynie pochodzenie. Ci ostatni zmuszeni byli odbywać służbę wojskową na równi z patrycjuszami, i płacić takie same podatki, jednak pozbawieni byli wpływu na ich wydatkowanie, zawieranie pokoju czy ustawodawstwo.

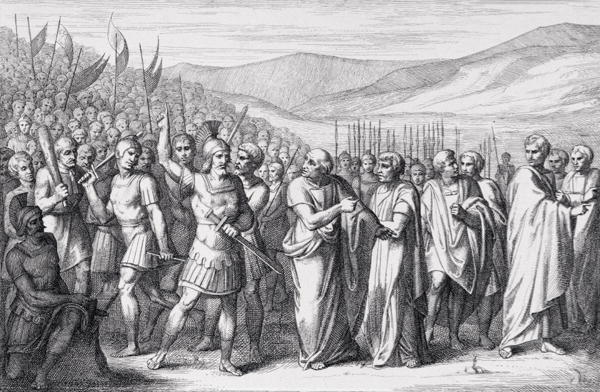
Ucieczka ludu na Mons Sacer, grawiura B. Barlocciniego z 1849 roku.

Choć początkowo obie klasy społeczne były równe, w praktyce dość szybko plebejusze zaczęli stanowić pośledniejszą kategorię obywateli. Postępowała też monopolizacja władzy przez rody patrycjuszowskie. W okresie 509 – 483 p.n.e. 21 procent wszystkich konsulów wywodziło się z plebsu. W latach 427 – 401 p.n.e. już tylko jeden konsul na stu wywodził się z kręgów innych, niż rzymska arystokracja.
Współczesnym badaczom brakuje źródeł historycznych, dzięki którym można by z całą pewnością opisać tło społeczne i ekonomiczne konfliktu, w wyniku którego powstał urząd trybuna ludowego. Pośrednio z późniejszych tekstów i źródeł archeologicznych można jednak wywnioskować, że w V wieku p.n.e. społeczeństwo rzymskie przechodziło trudny okres. Częste wojny i klęski głodu musiały wpłynąć na obie strony konfliktu. Wydaje się więc pewnym, że na zmianie zastanego stanu rzeczy zależało sporej części społeczeństwa, a nie tylko wąskiej grupie nacisku.
W tym czasie plebejusze rozpoczęli walkę o emancypację na dwóch płaszczyznach: polityczno-religijnej oraz ekonomicznej. Jako że patrycjusze byli lepiej uzbrojeni i wyszkoleni, zdobycie władzy przemocą było problematyczne. By zyskać wpływ na rządy, plebejusze uciekli się więc do secesji (secessio plebis). Przynajmniej trzykrotnie w ramach swoistego strajku opuszczali Rzym i przenosili się poza jego mury, grożąc założeniem własnego miasta: w 494, 450 i 287 roku p.n.e.. Zamykano warsztaty i sklepy, służby miejskie przestawały działać, a przed patrycjuszami stawało widmo głodu.

### Początki
Podczas pierwszej z takich secesji w roku 494 p.n.e. protestujący plebs wybrał spośród siebie dwóch trybunów ludowych, czyli reprezentantów w sporze z patrycjuszami. Nazwa nowego urzędu wywodziła się od tribuum, rzymskich jednostek administracyjnych o rodowodzie plemiennym, jednak nie jest jasne czy pierwsi trybuni byli naczelnikami plemion, czy też nazwa nawiązywała do wcześniej istniejącego urzędu tribuni militum.
Zgodnie z tradycją podczas secesji wszyscy przedstawiciele niższych warstw społeczeństwa rzymskiego biorący udział w strajku zaprzysięgli też tzw. lex sacrata, „święte prawo” stanowiące, że zabiją każdego, kto zechce skrzywdzić ich wybrańców. Jednocześnie trybuni zyskali status sacrosancti, a więc nietykalnych ze względu na sankcję boską. Tym samym stworzono pozaprawny urząd, którego miano bronić pozaprawnymi metodami.
Ten akt obywatelskiego nieposłuszeństwa, mimo oporów i sprzeciwu m.in. Gnejusza Marcjusza Koriolana, został ostatecznie zaakceptowany przez patrycjuszy, którzy włączyli nowy urząd w obręb rzymskiego systemu politycznego, choć na specyficznych zasadach. Senat uznał trybunów ludowych za urzędników państwowych, choć nie za członków magistratury, bowiem wybierali ich jedynie plebejusze, a nie cały lud rzymski. W konsekwencji, inaczej niż inni rzymscy urzędnicy, trybuni nie posiadali insygniów swego urzędu, nie byli także obdarzeni imperium. Pełne uznanie władzy trybunów ludowych nastąpiło w 287 p.n.e. wraz z uznaniem plebiscytów, czyli uchwał zgromadzeń ludowych, za obowiązujące cały lud rzymski, nie tylko plebejuszy (lex Hortensia).
Uprawnienia trybunów wobec senatu zmieniały się w czasie. Początkowo posiadali oni jedynie prawo przysłuchiwania się jego obradom, jednak już w III wieku p.n.e. zdobyli prawo do przemawiania (ius referendi), a prawo do zwoływania zgromadzeń plebejskich rozszerzono także o prawo do zwoływania senatorów (ius agendi cum patribus). W II wieku p.n.e. wcześniejszy wybór na trybuna stał się wystarczającym warunkiem do ubiegania się o miejsce w senacie; zmianę tę wprowadziło prawdopodobnie lex Atinia ze 149 p.n.e.).
Choć stworzenie nowego urzędu ograniczało ich władzę, na nowej organizacji systemu politycznego zyskali także przedstawiciele wyższych warstw. Pomimo wszystkich niedogodności, możliwość wpływania na rzeczywistość prawną Rzymu przez warstwy niższe społeczeństwa katalizowała rozmaite niepokoje społeczne. Poza tym przedstawiciele rzymskiej arystokracji z trybunami mogli zazwyczaj porozumieć się w sposób cywilizowany i uzgodnić wprowadzenie praw pożytecznych dla obu klas. Zupełnie inaczej bywało z tłumem wściekłych plebejuszy, którzy często nawiedzali senat i wymuszali wprowadzenie nowego prawa osobiście, pod groźbą samosądu na senatorach Już w IV wieku p.n.e. senat zaczął też wykorzystywać trybunów jako instrument nacisku na urzędników. Mimo tego uwikłania, trybuni pozostali silnie związani ze swoimi wyborcami, a Polibiusz podkreśla, że musieli także kierować się przede wszystkim wolą ludu.

### Podział władzy
Władza trybunów ludowych była stosunkowo słabo sformalizowana, zwłaszcza jak na warunki rzymskie. W warstwie symbolicznej i prawnej opierała się głównie na interpretacji jednego przepisu i tradycji. Przyziemnym wsparciem dla siły tradycji była liczebność plebsu i koszty, jakie mogły ponieść wyższe klasy w wyniku konfliktu wewnętrznego. Dlatego też, choć kompetencje poszczególnych urzędników są w prawie rzymskim dość dokładnie opisane, do tarć kompetencyjnych dochodziło nader często. W sytuacji sporu starano się szukać kompromisu, z którego po jakimś czasie jedna ze stron starała się wycofać. Tak było na przykład w przypadku Marka Liwiusza Drususa, trybuna z roku 91 p.n.e. Zdołał on przekonać senat do przeprowadzenia ograniczonej reformy rolnej (polegającej na zwiększeniu udziału plebejuszy w ziemi publicznej i ziemiach zdobywanych podczas wojen) i obniżeniu ceny zboża. Gdy jednak chciał przyznać prawa obywatelskie także mieszkańcom innych miast sprzymierzonych z Rzymem, stracił poparcie wszystkich i został zamordowany, a wszystkie jego reformy cofnięto. Dzięki tej ciągłej walce cały system polityczny Rzymu przetrwał we względnej homeostazie kilkaset lat, aż do nadejścia czasów cezarów.

### Wybór trybunów
Poza senatem w starożytnym Rzymie istniały dwa rodzaje zgromadzeń posiadających prerogatywy ustawodawcze. Pierwszym były comitia, w których udział mogli brać wszyscy obywatele niezależnie od stanu. Drugim typem były concilia („rady”), jednoczące wszystkich obywateli danego stanu. Na przykład concilia plebis pozwalały plebejuszom uchwalać prawa, jednak odnosiły się one jedynie do ich stanu i nie obejmowały patrycjuszy. Natomiast prawa uchwalane przez możnych w senacie obowiązywały wszystkich, niezależnie od stanu.
To właśnie concilia plebis obierały trybunów (początkowo dwóch, czterech lub pięciu, po około 449 lub 457 p.n.e. dziesięciu, a z czasem nawet większą liczbę) na roczne kadencje. Trybuni z urzędu przewodniczyli ich obradom. Zgodnie z zasadami obowiązującymi także innych urzędników rzymskich, urzędujący trybuni nie mieli prawa do reelekcji i sprawowali swój urząd przeważnie honorowo, bez jakiejkolwiek oficjalnej gratyfikacji.
Co ważne, trybun, jako najwyższy przedstawiciel owego „państwa w państwie”, jakie dzięki jego istnieniu stworzyli plebejusze, przez całą roczną kadencję nie miał prawa opuszczać Rzymu, a jego dom musiał być zawsze otwarty dla petentów.

### Upadek instytucji trybuna ludowego
U schyłku republiki trybunowie ludowi w coraz mniejszym stopniu stanowili opozycję wobec nobilitas, a w coraz większym stawali się narzędziem w ich rządach. Na mocy lex Atinia (149 p.n.e.) byli trybunowie wchodzili nawet automatycznie w skład senatu. W 81 p.n.e. dyktator Lucjusz Korneliusz Sulla uznał instytucję trybuna za zagrożenie dla swojej władzy i pozbawił trybunów prawa do zgłaszania projektów praw i prawa weta wobec ustaw senackich. Pozbawił także byłych trybunów prawa do sprawowania innych magistratur, czym w praktyce uniemożliwił wykorzystywanie urzędu jako odskoczni do dalszej kariery w strukturach zarezerwowanych dawniej dla patrycjuszy. Reformy prawne Sulli nie zmieniły prawa trybunów ludowych do wstawiania się za obywatelami, jednak stracili oni większość swych prerogatyw. Reformy Sulli stopniowo wycofano, jednak stworzyły one precedens. W 75 p.n.e. przywrócono prawo do sprawowania magistratur, a pełnię praw przywrócili za czasów I triumwiratu konsule Gnaeus Pompeius Magnus i Marcus Licinius Crassus w 70 p.n.e.
Jednym z ostatnich, a jednocześnie najlepiej znanych współczesności trybunów ludowych był trybun z roku 59 p.n.e. Publiusz Klodiusz Pulcher (Publius Clodius Pulcher). Urodzony w rodzinie patrycjuszowskiej, w młodości wsławił się awanturnictwem, które zamknęło przed nim drogę awansu w obrębie klasy. Dlatego też Klodiusz Pulcher dał się adoptować młodszemu od siebie dalekiemu krewnemu z plebejskiej linii, wystartował w wyborach na trybuna i wygrał.
Zręcznymi posunięciami zjednał sobie przychylność plebsu. W miejsce dotychczasowego dotowania zboża dla biedoty wprowadził rozdawnictwo. Ograniczył też władzę sądowniczą cenzorów i senatu, czym zraził do siebie patrycjuszy i naruszył delikatną homeostazę między stanami. Zamiast na kompromisie, oparł swoje rządy wyłącznie na poparciu plebsu. Uwikłany w konflikt z Katonem Młodszym i Cyceronem (także plebejuszami z pochodzenia, ale też republikanami z krwi i kości), a także ze swoim współtrybunem Milo, zaczął uciekać się do zwykłej przemocy i konfiskaty dóbr swoich konkurentów politycznych dla powiększenia własnej potęgi. Po wyjeździe Juliusza Cezara, który wraz z armią ruszył na podbój Galii, udało mu się faktycznie przejąć kontrolę nad miastem. Posługiwał się przy tym uzbrojonymi bandami, które terroryzowały oponentów o wiele skuteczniej, niż prerogatywy trybuna. Jednak jego działania, które dziś określilibyśmy mianem populistycznych, przyniosły nieoczekiwany skutek: porozumienie bogatszych plebejuszy z patrycjatem przeciwko jego samowoli. W 53 roku p.n.e. Klodiusz stracił życie.
W kilka lat później wyniszczone walkami miasta Italii poddawały się jedno po drugim władzy Juliusza Cezara. Gdy ten zdobył władzę, ograniczył moc trybunów i sam przejął część ich władzy (a przynajmniej przysługującą im sacrosanctitas). Jego następca Oktawian August sam przejął wszystkie ich prerogatywy w trzech kolejnych krokach (36, 30 i 23 p.n.e.). Mimo utraty władzy i znaczenia, instytucja trybuna ludowego, podobnie jak urząd edyla, pozostała dla wielu plebejuszy ważnym krokiem na drodze do uzyskania miejsca w senacie przynajmniej do III wieku n.e., a sam tytuł istniał jeszcze w V wieku n.e.
Po upadku Rzymu zaniechano w Europie prawnej i urzędowej reprezentacji zwykłych ludzi (pospólstwa, plebsu czy mieszczan – zależnie od kontekstu) jako osobnej instytucji w obrębie systemu politycznego. Tytułu trybuna ludowego używał natomiast XIV-wieczny przywódca włoski Cola di Rienzo.

## Legitymacja i prerogatywy
Trybun ludowy czerpał swą władzę i autorytet nie z mocy prawa stanowionego, a z faktu, że został wybrany przez reprezentantów ludu, który ogłaszał go nietykalnym. Poza prawem do absolutnej nietykalności w obrębie miasta, trybuni ludowi uzyskali też szereg prerogatyw, dzięki którym ich wyborcy zyskiwali duży wpływ na polityczną rzeczywistość w Rzymie. Zgodnie z prawem do pomocy (ius auxiliandi lub ius auxilii) mogli przejąć pod własną kuratelę każdego plebejusza, który popadł w konflikt z urzędnikiem reprezentującym patrycjat. Co więcej, dotyczyło to wszystkich urzędników, niezależnie od szczebla. Trybuni mogli też zwoływać comitia tributa i przeprowadzać na nich uchwały.
W wyniku kompromisu z patrycjuszami, przedstawiciele plebsu zyskali legitymizację oraz bezpośredni wpływ na wszystkie szczeble administracji z wyjątkiem spraw wojskowych. Najważniejsze jednak prerogatywy wynikały ze sposobu, w jaki plebs wyłonił swoich reprezentantów i doprowadził do ich włączenia w obręb rzymskiego systemu politycznego w roku 494 p.n.e. Z czasem bowiem zaczęto interpretować ich nietykalność osobistą (gwarantowaną zarówno przez bogów, jak i przez całkiem przyziemną groźbę wywołania zamieszek) jako prawo do wetowania dowolnej ustawy nad którą pracuje senat. Wystarczyło zgłoszenie sprzeciwu (intercessio) na zgromadzeniu ludowym (concilium plebis) przeciw wnioskom senatu, jeśli uznali je za szkodliwe dla obywateli. Prawo weta rozciągało się też na decyzje innych trybunów ludowych, konsulów, kwestorów i wyroki wydawane przez pretorów, wyłączone z niego były jedynie decyzje urzędników odpowiedzialnych za wojnę i sprawy wojskowe: początkowo dyktatorów, a po ok. 300 p.n.e. prawdopodobnie interrexów.
Procedura zawetowania decyzji przypominała o niezwykłych okolicznościach stworzenia urzędu: trybun ludowy w sposób symboliczny przypominał o swojej nietykalności i ogłaszał, że fizycznie (sic!) powstrzyma senatorów przed przyjęciem nowego prawa. Naruszenie jego nietykalności było ciężkim przestępstwem (karanym śmiercią), więc prawo tzw. intercessio w rzeczywistości było tożsame z prawem weta. Po zawetowaniu uchwały senatu, mającej moc uchwały obowiązującej (senatus consultum), zmieniała ona kwalifikację na uchwałę opiniodawczą (senatus auctoritas).
Podobnie jak w przypadku Rzeczypospolitej Obojga Narodów, w praktyce weto pełniło funkcję kontrolną, bowiem wymuszało uzgodnienie wszystkich decyzji przed rozpoczęciem obrad i powzięcie decyzji kompromisowej, satysfakcjonującej zarówno bogatych patrycjuszy, jak i plebs. Nietykalność cielesna rozciągała się także na prawo do wykonywania kary śmierci bez wyroku na tych, którzy przeszkadzali trybunowi w jego obowiązkach. Trybuni mogli także nawzajem wetować swoje decyzje, doprowadzając tym samym do pętli decyzyjnej. Zakres władzy trybunów ludowych stopniowo się zwiększał, szczególnie w późniejszym okresie republiki po intensywnych walkach stanowych plebejuszy z patrycjuszami.
Trybuni posiadali więc wielką władzę, z którą niewielu innych urzędników mogło konkurować (jedynie postanowienia dyktatora i cenzora były niezaskarżalne przez trybuna). Podobnie jak dzisiejsi rzecznicy praw obywatela występowali sami przeciwko całemu aparatowi państwa i mieli możliwość wygranej. Rola trybuna ludowego w społeczeństwie wiązała się jednak także z niebezpieczeństwami. Niejaki Gajusz Helvius Cinna, poeta i trybun ludowy w połowie I wieku p.n.e., miał zostać przez tłum mylnie wzięty za konsula Lucjusza Korneliusza Cinnę, szwagra Cezara i jednego z jego zabójców. Nim pomyłkę udało się wyjaśnić, lud rozszarpał swego trybuna na strzępy wkrótce po pogrzebie cesarza.
W praktyce trybuni ludowi zajmowali się wszelkimi sprawami dotyczącymi ludu, począwszy od wysłuchiwania skarg na nieuczciwych kupców, a skończywszy na wprowadzaniu praw mających ulżyć doli biedoty poprzez rozdawnictwo zboża. Nie była to jednak wada samego urzędu, a specyfika rzymskiego republikanizmu, w którym władza ustawodawcza była jednocześnie władzą wykonawczą, a kolejne urzędy jedynie dobudowywano do trzonu złożonego z senatu i zgromadzeń właściwych dla poszczególnych stanów. W takim systemie trudno mówić o jakimkolwiek usprawnieniu procesu decyzyjnego.

## Źródła